# Gateway (Alasca)
Gateway é uma Região censo-designada localizada no estado americano de Alasca, no Distrito de Matanuska-Susitna.

## Demografia
Segundo o censo americano de 2000, a sua população era de 2952 habitantes.

## Geografia
De acordo com o United States Census Bureau, a localidade tem uma área de 43,4 km², dos quais 42,1 km² cobertos por terra e 1,3 km² cobertos por água.

## Localidades na vizinhança
O diagrama seguinte representa as localidades num raio de 16 km ao redor de Gateway.